# Hradiště (Benešovi járás)
Hradiště település Csehországban, a Benešovi járásban. Hradiště Ostrov, Kondrac, Veliš és Vlašim településekkel határos. Lakosainak száma 31 fő (2024. január 1.).

## Népesség
A település lakosságának változását az alábbi diagram mutatja:
| Lakosok száma | 116  | 106  | 94   | 70   | 44   | 38   | 28   | 24   | 29   | 31   |
|               | 1869 | 1890 | 1921 | 1950 | 1980 | 2001 | 2017 | 2019 | 2022 | 2024 |